# Zarates
Els zarates o zaretes (en llatí zaratae o zaretae, en grec antic Ζαράται) eren un poble escita que vivia a la zona del riu Imaus, cap a l'Índia, esmentat per Claudi Ptolemeu.